# コミックス倫理規定委員会
コミックス倫理規定委員会(-りんりきていいんかい、the Comics Code Authority、CCA)は、かつて存在したアメリカ合衆国の漫画の表現を取り締まっていた機関。法的な検閲とは異なり、民間で統一された自主規制を行う米国漫画雑誌協会の一部門であった。加盟している出版社は委員会にコミックを提出し、委員会はそれらのコミックがコミックス倫理規定（コミックス・コード）に従っているか否かを審査し、規定を満たしているコミックには委員会の許可印で承認する。その影響の最盛期においては、コミックス倫理規定委員会はアメリカ合衆国の漫画業界における事実上の検閲機関であった。参加していた中で最後の出版社アーチー・コミックは2011年に参加を中止し、コミックス・コードは廃止となった。

## 発足
多数のアメリカン・コミックに含まれた不適切と見なされる表現に対する公衆の関心を受けて、コミックス倫理規定委員会は1954年に全米コミックスマガジン協会の一部門として発足した。これらの表現には、クライム・コミック及びホラー・コミック内の暴力及び流血表現と、熱狂的ファンからはグッド・ガール・アートと呼ばれていた性的表現が含まれていた。精神科医フレデリック・ワーサムの著書『無垢への誘惑』 Seduction of the Innocent はこれらの種類のコミック表現は主な読者層である子供に対し有害であると主張し、これらの表現に対する反対運動を引き起こした。コミックを主に議論対象とした1954年の未成年者非行に関する連邦議会上院小委員会(the United States Senate Subcommittee on Juvenile Delinquency)による公聴会は、多数の出版社に政府によるコミック規制への懸念を抱かせ、それを防ぐべく自主規制団体の組織を促すこととなった。
コミックス倫理規定委員会による規定は、コミックマガジン出版社組合(the Association of Comics Magazine Publishers)により、1948年に立案されたほとんど執行力の無い規定に基づいていた。更にこの規定自体は1930年のハリウッドのヘイズ規制を大まかに原型としていた。しかしながら、コミックス倫理規定はその先例よりも遥かに多くの制限を課していた。
過去の倫理規定と同様に、コミックス倫理規定は「確立された権威に対する軽蔑を引き起こすような手法で、警官、判事、政府機関、尊敬された社会制度等」を表現する事を禁じていた。しかしコミックス倫理規定はそれに加えて、「いかなる場合においても善は悪を打ち負かす」事を要請し、「犯罪者の活動の結果による法執行官の死の表現」を抑止していた。特に児童誘拐と隠匿凶器の描写規制には重点が置かれていた。
「戦慄を催させたり、不快であったり、不気味なイラスト」の様な「過激な暴力」描写は禁止された。吸血鬼、狼男、食屍鬼、ゾンビーを描く事は出来なかった。更に、「horror（怪奇）」や「terror（恐怖）」という言葉はコミックのタイトルに使えなくなった。単語「crime（犯罪）」の使用には厳しい制限が課せられた。
過去の倫理規定が「性的に淫らなコミック」の出版を禁じていた所へ、コミックス倫理規定委員会は遥かに厳密な規定を加えた。「性的倒錯」「変態性欲」「不倫な性的関係」の描写や、同様に誘惑、強姦、サディズム及びマゾヒズムは特に厳しく禁止された。ハリウッドの映画倫理規定の文言を反映し、恋愛物は「結婚の神聖さ」を強調する事が要求され、愛情を描く場面では「劣情や情欲」をそそり立てる事を避けるよう求められた。
本編以外の広告に対しても、酒類、タバコ、ナイフ、花火、ヌードピンナップ、ポストカード、そして「いかがわしい化粧用品」の掲載は禁止された。
スーパーヒーロー以外のジャンルは『グリッタージャンル』と呼ばれ、それらに対する規制はより強かった。

### 批判及び実施
コミックス倫理規定委員会は他の出版社に対する法的執行力こそ持っていなかったが、雑誌販売業者はしばしば委員会の承認印が表示されていないコミックの取り扱いを拒否した。いくつかの出版社がこれらの規制の下で繁栄し、別のいくつかの出版社はシリーズ作品を打ち切って倫理規定に適合するタイトルへ路線変更することで適応し、いくつかの出版社は倒産した。
ECコミックを出版していたウィリアム・ゲインズは、コミックのタイトルに「crime」「horror」「terror」といった言葉の使用を禁止する条項は、彼の出版していた人気タイトル『クライム・サスペンストーリーズ』や『ザ・ヴォルト・オブ・ホラー』、『ザ・クリプト・オブ・テラー』を意図的に標的にしたものだと信じていた。これらの規制及び吸血鬼、狼男、ゾンビーの禁止は、ECコミックの収益を低減させた。委員会発足に続く一年間で、『MAD』を除くECコミックの全タイトルが打ち切られた。
精神科医フレデリック・ワーサムは不適当な間に合わせの手段であるとして、コミックス倫理規定を認めなかった。

## ノンコード・コミックス
コミックス倫理規定に（準）抵触した最初のコミックが、早くも1956年に発行された。この年、ウィリアム・ゲインズは『ワイアード・ファンタジー』誌18号（1953年）に掲載された作品『審判の日』 Judgement Day を、『インクレディブル・サイエンス・フィクション』誌33号（1956年1-2月）に再掲載した。『審判の日』は倫理規定により不適格とされた作品の差し替え掲載であったが、『審判の日』自体もまた、「黒人を主人公としている」点により「不適格」とされた。
ジョー・オーランドの作画によるゲインズの物語は「人種的偏見の弊害に対する辛辣な寓話」であり、「主人公が黒人でなければ、その内容は必然的に無意味なものとなっていた」。ゲインズが委員会に対し、「委員会がこの号に承認印を与えないのであれば、世界がその理由を知る事となるだろう」と通告したことにより、委員会は最初の決定を覆し、『審判の日』を認可することとなった。しかしながら、倫理規定委員会により彼のコミックに与えられた厳しい規制に直面し、ニュー・ディレクションシリーズのタイトルを模索していたゲインズは、やがて間もなく「パロディ雑誌『MAD』に専念するために、コミック・ブックの出版を断念した。」

### アンダーグラウンド・コミックス
1960年代後半にアンダーグラウンド・コミックスの時代が到来し、漫画家らが倫理規定では明白に禁止された主題を取り扱ったコミックを制作するようになった。しかしながら、これらのコミックはヘッド・ショップのような従来とは異なる販路で主に流通することによって、コミックス倫理規定の権威を回避し、委員会の認可を受けることなくある程度の成功を収めていた。

### 倫理規定の改正
1971年、マーベル・コミックの編集主幹スタン・リーは、合衆国保健教育福祉省から、薬物濫用に関する啓蒙コミックを発刊出来ないかとの打診を受けた。リーはこの依頼を受けて、薬物使用を危険で魅力の無い行為として描いた3話分のスパイダーマンの原作を執筆した。アーチー・コミックの社長ジョン・L・ゴールドウォーターの決定により、コミック倫理規定委員会は物語の文脈とは無関係に、麻薬中毒者の登場を理由にしてこのストーリーの承認を拒否した（当時委員会理事のレオナルド・ダーヴィンが「病気療養中」であり、ゴールドウォーターの決定の履行を許すこととなった）。合衆国政府自らがその要請で自分に信頼を寄せたという確信と、マーベルの社長マーティン・グッドマンの許可により、リーはこのストーリーをコミックス倫理規定委員会の承認無しで、『アメイジング・スパイダーマン』誌の96号から98号（1971年5月-7月）に掲載した。この物語は好評を博し、承認を拒否したコミックス倫理規定委員会の議論は非生産的ではないかとの意見が呼び起こされた。「あれは私たちが抱えた唯一の大きな問題だった」と、リーは1998年のインタビューで当時の倫理規定を振り返っている。
| 「 | 私は委員会を理解していた。委員たちは物事を字義通りかつ形式的に取り扱う、法律家のような人々だった。倫理規定には薬物を扱ってはならないと書かれており、彼らのルールに従えば彼らは正当だった。だから、私はその時は委員会に腹を立てさえしなかった。私は「どうにでもなれ！」と言って、その三冊から承認シールを引っぺがしただけだった。そして、私たちは再び倫理規定に舞い戻った。私はコミックの原作を書いている時、倫理規定を気にした事は一度もなかった。私の心にとって暴力的や性的すぎる事はどんな事であれ、基本的にやりたいと思った事は一切なかったからだ。私は若年層がこれらの本を読んでいる事を自覚していたし、仮に倫理規定が存在しなかったとしても、自分の物語の書き方をいささかも変えるつもりはなかった。 | 」 |

1971年の間に倫理規定は幾度か改正された。マーベルの『スパイダーマン』の事件に先立つ1971年1月28日に、最初の「規制緩和」により「犯罪行為への同情」および（「それが例外的な物であり、犯人が罰せられるという前提で」）「公務員の汚職」の描写が解禁され、同様に、ある程度の犯罪活動による法執行官の殺害と、「行動による誘惑ではない口説き」の描写が許可された。更に、「フランケンシュタインや吸血鬼ドラキュラ、その他にエドガー・アラン・ポーやサキ、アーサー・コナン・ドイル他の尊敬された作家による世界中の学校で読まれている高品質な文学作品のような、古典的な伝統の上で取り扱われる場合において、吸血鬼、食屍鬼、狼男」が新たに解禁された。要求された「文学的な」背景を欠いている事から、ゾンビーはタブーとされたままであった。しかしながら1970年代中頃に、マーベルは一見死人の様に見える、ハイチの様々なスーパーヴィランの洗脳された従者達を、「ザベンビース」と名付ける事によって、ゾンビーに対する規制を回避した。この慣習はマーベルのスーパーヒーロー物に広く用いられた。『アベンジャーズ』において、死の世界から甦った復活スーパーヒーローのワンダーマンは、「ザベンビー」とも呼ばれるようになった。
スタン・リーとマーベルは、DCコミックスの編集総責任者カーマイン・インファンティーノから「倫理規定を無視している」との非難を受けた。「DCは倫理規定が変更されない限り、いかなる薬物を扱った物語も発刊しない」と、インファンティーノは主張した。しかしながら、合衆国保健教育福祉省がリーのストーリーを認可したことを取り巻く世論を受けて、「有害な習慣」として提示される場合に限り「麻薬や薬物依存」の描写を認可すべく、倫理規定は改正された。

### 「ウルフマン」と原作者名表記
1974年にニューヨーク市で開催されたコミック・アート・コンベンションの討論会「マーベル・コミック、その秩序と狂気」において、マーヴ・ウルフマンは聴衆に対し、彼がDCで原作を手掛け始めた時に、コミックス倫理規定委員会が狼男の使用を禁じていたため、「ウルフマン」の名を使用する事を禁じられたと語った。 2007年にウルフマンがより詳しく述べたところによれば 、『ハウス・オブ・シークレッツ』誌83号（1970年1月）で、ナレーターはウルフマンのストーリーを「夢を形作る原材料」であり、「放浪のウルフマン」により物語られたと紹介した。委員会はこのストーリーを却下し、「ウルフマン」への言及を規定違反であると指摘した。編集者のゲリー・コンウェイは原作者の実名がウルフマンである旨を委員会に説明し、それでもウルフマンの名前を1ページ目に記載する事が規定違反になるのかと問い質した。委員会が規定違反ではない事を認めたため、コンウェイはウルフマンに原作者名を表記させた。これ以降、他のDCの原作者らも自分の名前の原作者名表記を求め始めた。

## 21世紀
適切な内容に対する社会の意識の変化を反映した定期的な倫理規定の改正にもかかわらず（例として、同性愛への言及の禁止は1989年に改正され、ステレオタイプ的でないゲイ及びレズビアンの描写が解禁された）、倫理規定の漫画メディアに対する影響力は弱まり続けており、出版されるコミックの表紙の上から承認印は徐々に目立たなくなっていった。販売業の縮小部門であるニューススタンドを介した販売が衰退していく一方で、新たな販売経路の発展、特にダイレクト・マーケットと呼ばれるコミック専門店は、ノンコード・コミックスを多くの読者の手に届ける別の手段を提供した。
1980年代から1990年代にかけて出現した新世代の出版社は、コミック専門店のみを介して販売を行い、コミックス倫理規定委員会の会員資格や承認は求めなかった。DCコミックス、マーベル・コミック、その他の委員会の後援企業が、委員会の承認印の無い成人読者向けのコミック出版を開始した。一例を挙げれば、1990年代にDCを通じて出版を行っていたマイルストーン・メディアのレーベルであるマイルストーン・インプリントは委員会に出版物を提出していたものの、委員会の規定とは関わり無く、認可された号にのみ承認印を表示して出版していた。2001年には世界最大のコミック出版社であるマーベルがコミック倫理規定委員会から脱退し、独自のレイティングシステムを立ち上げた。2007年の時点において、DCコミックスとアーチー・コミックの2社のみが、倫理規定の承認のためにコミックを提出している大手出版社となっている。DCはジョニー・DCとDCユニバースのスーパーヒーローラインのコミックのみを提出しているが、DCユニバースのタイトルはしばしば倫理規定の承認無しで出版されている。

### コミックス・コードの廃止
2011年2月からDCコミックスとアーチー・コミックは全ての出版物にコミックス・コードをつけることを止め、独自のレイティングシステムに沿って出版している。アーチー・コミックがコミックス・コードを廃止したため、コミックス・コードを付けたコミックを出す出版社がなくなり、事実上コミックス・コードの廃止となった。
2011年9月29日に、コミック弁護基金は消滅したCMAAからコミックス・コードマークの知的所有権を得たと発表した。

## 1954年の倫理規定抜粋
- 犯罪者への共感を抱かせたり、法と正義の執行力への不信を促したり、犯罪者を模倣する願望を他人に与えるような手法で、犯罪を表現するべきではない。
- 犯罪が描写される場合には、汚らわしく卑劣な行為として描かれるべきである。
- 犯罪者を魅力的に描いたり、模倣する願望を抱かせるような地位を占めさせるような表現を行うべきではない。
- いかなる場合においても、善が悪を打ち負かし、犯罪者はその罪を罰せられるべきである。
- 過激な暴力場面は禁止されるべきである。残忍な拷問、過激かつ不必要なナイフや銃による決闘、肉体的苦痛、残虐かつ不気味な犯罪の場面は排除しなければならない。
- いかなるコミック雑誌も、そのタイトルに「horror」や「terror」といった言葉を使用してはならない。
- あらゆる、恐怖、過剰な流血、残虐あるいは不気味な犯罪、堕落、肉欲、サディズム、マゾヒズムの場面は許可すべきではない。
- あらゆる戦慄を催させたり、不快であったり、不気味なイラストは排除されるものとする。
- 悪との取り引きは道徳的な問題を描写する意図でのみ使用あるいは表現されるべきであり、いかなる場合でも、悪事を魅力的に描いたり、また読者の感受性を傷つけることがあるべきではない。
- 歩く死者、拷問、吸血鬼および吸血行為、食屍鬼、カニバリズム、人狼化を扱った場面、または連想させる手法は禁止する。
- 冒涜的、猥褻、卑猥、下品、または望ましくない意味を帯びた言葉やシンボルは禁止する。
- いかなる姿勢においても全裸は禁止とする。また猥褻であったり過剰な露出も禁止する。
- 劣情を催させる挑発的なイラストや、挑発的な姿勢は容認しない。
- 女性はいかなる肉体的特徴の誇張も無しに、写実的に描かねばならない。
- 不倫な性的関係はほのめかされても描写されてもならない。暴力的なラブシーンや同様に変態性欲の描写も容認してはならない。
- 誘惑や強姦は描写されてもほのめかされてもならない。
- 性的倒錯はいかなる暗示的な形であっても、厳密に禁止とする。
- いかなる製品の広告においても、けばけばしい効果を狙った裸体や猥褻な姿勢は容認しないものとする。着衣の人物であっても、健全さや倫理を攻撃あるいは否定する手法で表現される物は禁止とする。

## 物語内での言及
マーベル・ユニバース内に存在する架空の「マーベル社」は、スーパーヒーロー達の実生活を紹介するコミックを出版している。2000年代のシリーズ『シーハルク』では、作中世界のマーベルがコミック倫理規定委員会の承認を得るために出版物を提出しており、現実のマーベルと同様に2001年に委員会から脱退するまでそれが行われていた。この作中世界のコミックス倫理規定委員会は連邦機関である事が漠然とほのめかされており、委員会の認可を受けたコミックは「実際の出来事」に基づいており、法廷において証拠として使用可能な法的文書であると見なされている。『シーハルク』に登場する架空の法律事務所「GLK&H」には、参考資料として用いられるコミックス倫理規定委員会の承認を受けた大規模なマーベル・コミックのライブラリが所蔵されている。
1990年代のマーベルのシリーズ『ザ・センセーショナル・シーハルク』では、主人公であるシーハルクの衣装がしょっちゅう引き裂かれているにもかかわらず、なぜ彼女はいつも見苦しくない格好でいられるのかと質問される。シーハルクは黙って自身の衣装に付いているラベル、すなわちコミック倫理規定の承認印を見せる。